# Aaptos horrida
Aaptos horrida là một loài động vật thân lỗ thuộc họ Suberitidae. Loài này được mô tả năm 1886.